# 尼奥尔德
尼奥尔德（Njörðr，有时也做）是北欧神话中华纳神族中的神明，掌管了海洋、風暴、漁業、航海、財富和豐饒。

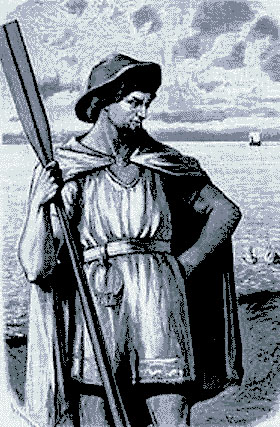
尼奥尔德是一个海神

## 传说
第三名阿萨神名叫尼奥尔德，住在天堂中的諾歐通。他掌管了风的方向，平息了狂暴的水火。船員與漁夫頌讚他的名。面對祈求的人，富足的他會賜下豐饒和土地。他是在華納海姆被养大的。
——《欺騙古魯菲》，第23章
|  | 奥丁说：                        |
|  | “第十次告诉我，                 |
|  | 假如你是所有神的根本，          |
|  | 瓦夫蘇魯特尼爾，你知道，        |
|  | 尼奥尔德怎么会                  |
|  | 来到阿萨的子孙间——              |
|  | 庄园和圣地                      |
|  | 他有许多——                      |
|  | 而他本人并不是在阿萨族长大的？” |
|  | 瓦夫蘇魯特尼爾说：              |
|  | 在华纳海姆                      |
|  | 指挥的神灵制造了他              |
|  | 将他作为人质遣送到神间。        |
|  | 在时间结束时                    |
|  | 他应该回来                      |
|  | 到智慧的华纳之家。              |

按照《欺騙古魯菲》（Gylfaginning）的記載，尼奥尔德是海神，住在“船城”諾歐通(Nóatún)，管辖海上的风、水和火。他本是华纳神族的一員，自小在华纳海姆長大，但后来与兒女弗雷和弗蕾亞一起成为阿萨神族的人质，並被接納為阿萨神族的一員。
按照《詩語法》(Skáldskaparmál)的第五十六章，索列姆海姆的巨人絲卡蒂由于父親夏基被阿薩神族的洛基等神所殺，於是全副武裝地來到阿斯嘉德報仇。在諸神多番撫慰並解釋事情緣由之後，絲卡蒂提出了要在神族中挑選一名丈夫作為原諒的條件。諸神答應了她的要求，但限制她在挑選丈夫時，諸神會隱藏在布幕後面，只露出雙脚。絲卡蒂看中了巴德爾，她以為這位英俊的神明一定擁有最光滑美麗的腳，於是在選擇的時候挑選了最乾淨的一雙，但实际上那双脚屬於尼奥尔德。作為海神的他常年站在海裡，所以雙腳被海水沖洗得乾淨至極。斯图鲁逊强调说，絲卡蒂和尼奥尔德是兄妹关系，這種亂倫關係在华纳神族中問題不大，但在阿萨神族之中，卻是嚴正禁止的。
然而，两人在婚後无法找到一個適合共住的地方，所以難以融洽相處。由於兩人均想留在自己原本的住處，所以一开始的時候，他们决定以十二天為週期，先在絲卡蒂的住處索列姆海姆過上九夜，再在尼奥尔德的住處諾歐通过上三夜（按照《皇家手稿》（Codex Regius）版本的描述，在兩地居住的時間分別是九個寒暑）。但是在近海的諾歐通，海鸥的叫声使得絲卡蒂无法入睡，而尼奥尔德则无法忍受索列姆海姆中淒厲的狼叫。斯图鲁逊说尼奥尔德后来有两个孩子，弗雷和弗蕾亞。伊格尔則對此不太肯定，他認為尼奥尔德和埃吉爾过夜的日數分別象徵了九个冬月和三个夏月。三个夏月中，人们从事的主要是華納神族所掌管的航海、种植和打鱼等事，由此可见尼奥尔德的传说源于北欧西部的近海地區。
在《散文埃达》中有一处提到巨人尤彌爾的女儿使用尼奥尔德的嘴当尿盆。
按照王室薩迦(Konungasögur)中的《挪威王列傳》（Heimskringla）記載，尼奥尔德是瑞典古时候的一个国王，奥丁的繼任者。古瑞典的阿薩族和華納族在戰後和談間交換質子，其中華納族派出尼奥尔德和其子女弗雷、弗蕾亞到阿薩族為質，阿薩族則派出海尼爾到華納族為質。奥丁賞識尼奥尔德和其子女的才能，委任他們為祭司，負責諾歐通區域的祭壇，但在奥丁死後，尼奥尔德繼任為王，以強大的軍隊維持統治。他在位間人民安居樂業、連年豐年，因此作為豐饒之神而備受崇拜，唯當年與其族敵對的阿薩族人大多被作為祭品燒死。12世纪流传下来的短文《挪威历史》（Historia Norwegiæ）有著相似的記載。